# ADRA
ADRA (eng. Adventist Development and Relief Agency) međunarodna je nevladina humanitarna organizacija. Osnovana je od strane Kršćanske adventističke crkve početkom prošlog stoljeća, a danas djeluje u više od 120 zemalja svijeta. U Republici Hrvatskoj ADRA je registrirana 1989. godine, dok je humanitarno djelovanje Adventističke crkve u Hrvatskoj prisutno već više od 80 godina.

## Uloga za vrijeme domovinskog rata
Za vrijeme Domovinskog rata u Hrvatskoj ADRA je sudjelovala kroz niz humanitarnih projekata i programa u ublažavanju nevolja ratnih stradalnika. Pomoć se tada sastojala uglavnom od paketa hrane i higijenskih potrepština, odjeće, obuće, deka, lijekova, medicinskog materijala, a u zadnjih pet godina i popravka ili obnove kuća, kao i projekata oporavka i razvoja gospodarstva u ratom stradalim područjima.

## Uloga danas
Do sada je popravljeno ili obnovljeno više od 700 kuća i stanova. Humanitarnu pomoć u obliku osnovnih potrepština za život primilo je više od 12000 osoba. Potporu za osnivanje ili obnovu obiteljskog poduzetništva primilo je više od 60 korisničkih obitelji. Vrijednost realiziranih projekata iznosi preko tri milijuna eura, a ukupnu vrijednost do sada upućene pomoći našoj zemlji putem ADRA-e procjenjuje se na više od 10 milijuna eura.

## Vanjske poveznice
Službena stranica